# Sextus Julius Caesar (quaestor in 48 v.Chr.)
Sextus Iulius Caesar (voor 78 v.Chr. - 46 v.Chr.) was een politicus en militair in de late fase van de Romeinse Republiek, evenals een familielid en goede vriend van Gaius Iulius Caesar.
Sextus was de zoon of kleinzoon van de gelijknamige consul van 91 v.Chr. In 57 v.Chr. werd hij door Gaius Julius Caesar benoemd tot flamen Quirinalis. Hij vergezelde zijn beroemde familielid in 49 v.Chr. waarschijnlijk als tribunus militum naar Hispania (Spanje) en accepteerde de overgave van de Pompeiaanse legaat Marcus Terentius Varro. Hij was ten laatste in 48 v.Chr. quaestor.
Dat Caesar hem vertrouwde, blijkt uit het feit dat hij hem, nadat hij in juli 47 v.Chr. van Alexandrië naar Tarsus reisde, tot gouverneur van Syria benoemde. In deze functie werkte Sextus Caesar nauw samen met Antipater en zijn zoon Herodes. Hij steunde laatstgenoemde tegen de hogepriester Johannes Hyrkanus II, die door Pompeius was aangesteld als ethnarch van Judea, en hielp hem gouverneur van Samaria en Coile-Syrië te worden. Hij moest ook de geplande Parthische campagne van Caesar voorbereiden. Luciano Canfora vermoedt dat Gaius Iulius Caesar zijn familielid Sextus ten laatste na zijn definitieve breuk met Pompeius in 49 v.Chr. als erfgenaam in zijn testament opnam.
Volgens Appianus werd Sextus echter zo gehaat door zijn legioenen dat in het voorjaar van 46 v.Chr. zijn troepen onder leiding van Quintus Caecilius Bassus muitten en hem vermoordden. Canfora schrijft deze negatieve weergave van het personage van Sextus in Appianus toe aan het feit dat deze zich ook baseerde op de autobiografie van Augustus. Volgens andere bronnen, waarnaar Appianus ook verwijst en die overeenkomen met wat ook Flavius Josephus en Cassius Dio schrijven, was Bassus een (voormalige) aanhanger van Pompeius. Volgens Cassius Dio had Bassus, nadat een directe aanval op Sextus was mislukt, delen van diens troepen door middel van een vervalste brief waarin stond dat Gaius Julius Caesar in Afrika was gesneuveld ertoe aangezet in opstand te komen en hun commandant te vermoorden. De dood van zijn familielid was een zware klap voor Caesar, omdat hij hiermee een goede vriend en mogelijke erfgenaam verloor. Bovendien brak met de moord op Sextus Iulius Caesar een crisis uit die nog jaren zou sluimeren in de Aziatische provincies van Rome.